# Regierung Howard IV
Die Regierung Howard IV regierte Australien vom 26. Oktober 2004 bis zum 3. Dezember 2007. Es handelte sich um eine Koalitionsregierung von Liberal Party (LIB) und National Party (NPA).
John Howard war seit dem 11. März 1996 Premierminister einer Koalition von Liberal Party und National Party. Die Parlamentswahl am 9. Oktober 2004 brachte Zugewinne der Regierungskoalition. Im Repräsentantenhaus kamen die Liberalen auf 74 Sitze, die National Party verlor einen Sitz und errang auf 12 der 150 Sitze. Im Senat stellten die Liberalen 33 und die National Party 5 der 76 Senatoren. Die Koalition unter Howard blieb an der Regierung. Die nächste Parlamentswahl am 24. November 2007 endete mit einem klaren Sieg der Labor Party, die 83 der 150 Sitze im Repräsentantenhaus errang. Premierminister Howard verlor seinen Parlamentssitz. Im Senat gewann Labor 4 Mandate dazu, erreichte aber mit 32 von 76 Senatoren keine Mehrheit. Es folgte eine Laborregierung unter Premierminister Kevin Rudd.

## Ministerliste
| Kabinett | Kabinett         | Kabinett | Kabinett                              | Kabinett |
| Amt | Minister         | Partei   | Amtszeit                              | Bild     |
| --- | ---------------- | -------- | ------------------------------------- | -------- |
| Premierminister                                                                                                   | John Howard      | LIB      | 26. Oktober 2004 – 3. Dezember 2007   |          |
| stellvertretender Premierminister                                                                                 | John Anderson    | NPA      | 26. Oktober 2004 – 6. Juli 2005       |          |
| stellvertretender Premierminister                                                                                 | Mark Vaile       | NPA      | 6. Juli 2005 – 3. Dezember 2007       |          |
| Minister für Verkehr und Regionen                                                                                 | John Anderson    | NPA      | 26. Oktober 2004 – 6. Juli 2005       |          |
| Minister für Verkehr und Regionen                                                                                 | Warren Truss     | NPA      | 6. Juli 2005 – 29. September 2006     |          |
| Minister für Verkehr und Regionen                                                                                 | Mark Vaile       | NPA      | 29. September 2006 – 3. Dezember 2007 |          |
| Schatzminister | Peter Costello   | LIB      | 26. Oktober 2004 – 3. Dezember 2007   |          |
| Handelsminister                                                                                                   | Mark Vaile       | NPA      | 26. Oktober 2004 – 29. September 2006 |          |
| Handelsminister                                                                                                   | Warren Truss     | NPA      | 29. September 2006 – 3. Dezember 2007 |          |
| Außenminister | Alexander Downer | LIB      | 26. Oktober 2004 – 3. Dezember 2007   |          |
| Verteidigungsminister                                                                                             | Robert Hill      | LIB      | 26. Oktober 2004 – 20. Januar 2006    |          |
| Verteidigungsminister                                                                                             | Brendan Nelson   | LIB      | 27. Januar 2006 – 3. Dezember 2007    |          |
| Minister für Finanzen und Verwaltung                                                                              | Nick Minchin     | LIB      | 26. Oktober 2004 – 3. Dezember 2007   |          |
| Vizepräsident des Executive Council                                                                               | Nick Minchin     | LIB      | 26. Oktober 2004 – 3. Dezember 2007   |          |
| Minister für Gesundheit und Senioren                                                                              | Tony Abbott      | LIB      | 26. Oktober 2004 – 3. Dezember 2007   |          |
| Generalstaatsanwalt                                                                                               | Philip Ruddock   | LIB      | 26. Oktober 2004 – 3. Dezember 2007   |          |
| Minister für Umwelt und Kulturerbe                                                                                | Ian Campbell     | LIB      | 26. Oktober 2004 – 30. Januar 2007    |          |
| Minister für Umwelt und Wasserressourcen                                                                          | Malcolm Turnbull | LIB      | 30. Januar 2007 – 3. Dezember 2007    |          |
| Ministerin für Kommunikation, Informationstechnologie und Kultur                                                  | Helen Coonan     | LIB      | 26. Oktober 2004 – 3. Dezember 2007   |          |
| Minister für Landwirtschaft, Fischerei und Forsten                                                                | Warren Truss     | NPA      | 26. Oktober 2004 – 6. Juli 2005       |          |
| Minister für Landwirtschaft, Fischerei und Forsten                                                                | Peter McGauran   | NPA      | 6. Juli 2005 – 3. Dezember 2007       |          |
| Ministerin für Einwanderung, multikulturelle Angelegenheiten und Ureinwohner                                      | Amanda Vanstone  | LIB      | 26. Oktober 2004 – 27. Januar 2006    |          |
| Ministerin für Einwanderung und multikulturelle Angelegenheiten                                                   | Amanda Vanstone  | LIB      | 27. Januar 2006 – 30. Januar 2007     |          |
| Minister für Einwanderung und Staatsangehörigkeit                                                                 | Kevin Andrews    | LIB      | 30. Januar 2007 – 3. Dezember 2007    |          |
| Minister für Staatsangehörigkeit und multikulturelle Angelegenheiten                                              | Peter McGauran   | NPA      | 26. Oktober 2004 – 6. Juli 2005       |          |
| Minister für Staatsangehörigkeit und multikulturelle Angelegenheiten                                              | John Cobb        | NPA      | 6. Juli 2005 – 27. Januar 2006        |          |
| Minister/in für Bildung, Wissenschaft und Ausbildung                                                              | Brendan Nelson   | LIB      | 26. Oktober 2004 – 27. Januar 2006    |          |
| Minister/in für Bildung, Wissenschaft und Ausbildung                                                              | Julie Bishop     | LIB      | 27. Januar 2006 – 3. Dezember 2007    |          |
| Ministerin für Familien und Community Services                                                                    | Kay Patterson    | LIB      | 26. Oktober 2004 – 27. Januar 2006    |          |
| Minister für Familien, Community Services und Ureinwohner                                                         | Mal Brough       | LIB      | 27. Januar 2006 – 3. Dezember 2007    |          |
| Minister für Community Services                                                                                   | John Cobb        | NPA      | 27. Januar 2006 – 30. Januar 2007     |          |
| Minister für Community Services                                                                                   | Nigel Scullion   | CLP      | 30. Januar 2007 – 3. Dezember 2007    |          |
| Minister für Industrie, Tourismus und Rohstoffe                                                                   | Ian Macfarlane   | LIB      | 26. Oktober 2004 – 3. Dezember 2007   |          |
| Minister für Arbeit und Beziehungen am Arbeitsplatz                                                               | Kevin Andrews    | LIB      | 26. Oktober 2004 – 30. Januar 2007    |          |
| Minister für Arbeit und Beziehungen am Arbeitsplatz                                                               | Joe Hockey       | LIB      | 30. Januar 2007 – 3. Dezember 2007    |          |
| |                  |          |                                       |          |
| Juniorminister |                  |          |                                       |          |
| Minister für kommunale Regierung, Territorien und Straßen                                                         | Jim Lloyd        | LIB      | 26. Oktober 2004 – 3. Dezember 2007   |          |
| Minister/in für Staatseinkünfte und Assistant Minister im Schatzministerium                                       | Mal Brough       | LIB      | 26. Oktober 2004 – 27. Januar 2006    |          |
| Minister/in für Staatseinkünfte und Assistant Minister im Schatzministerium                                       | Peter Dutton     | LIB      | 27. Januar 2006 – 3. Dezember 2007    |          |
| Minister/in für Veteranen                                                                                         | De-Anne Kelly    | NPA      | 26. Oktober 2004 – 27. Januar 2006    |          |
| Minister/in für Veteranen                                                                                         | Bruce Billson    | LIB      | 27. Januar 2006 – 3. Dezember 2007    |          |
| Minister für Human Services                                                                                       | Joe Hockey       | LIB      | 26. Oktober 2004 – 30. Januar 2007    |          |
| Minister für Human Services                                                                                       | Ian Campbell     | LIB      | 30. Januar 2007 – 9. März 2007        |          |
| Minister für Human Services                                                                                       | Chris Ellison    | LIB      | 9. März 2007 – 3. Dezember 2007       |          |
| Special Minister of State                                                                                         | Eric Abetz       | LIB      | 26. Oktober 2004 – 27. Januar 2006    |          |
| Special Minister of State                                                                                         | Gary Nairn       | LIB      | 27. Januar 2006 – 3. Dezember 2007    |          |
| Minister/in für Senioren                                                                                          | Julie Bishop     | LIB      | 26. Oktober 2004 – 27. Januar 2006    |          |
| Minister/in für Senioren                                                                                          | Santo Santoro    | LIB      | 27. Januar 2006 – 21. März 2007       |          |
| Minister/in für Senioren                                                                                          | Christopher Pyne | LIB      | 21. März 2007 – 3. Dezember 2007      |          |
| Minister für Justiz und Zölle                                                                                     | Chris Ellison    | LIB      | 26. Oktober 2004 – 9. März 2007       |          |
| Minister für Justiz und Zölle                                                                                     | David Johnston   | LIB      | 9. März 2007 – 3. Dezember 2007       |          |
| Minister für Kultur und Sport                                                                                     | Rod Kemp         | LIB      | 26. Oktober 2004 – 30. Januar 2007    |          |
| Minister für Kultur und Sport                                                                                     | George Brandis   | LIB      | 30. Januar 2007 – 3. Dezember 2007    |          |
| Minister für Landwirtschaft, Fischerei und Forsten                                                                | Ian Macdonald    | LIB      | 26. Oktober 2004 – 27. Januar 2006    |          |
| Minister für Landwirtschaft, Fischerei und Forsten                                                                | Eric Abetz       | LIB      | 27. Januar 2006 – 3. Dezember 2007    |          |
| Minister für berufliche und technische Ausbildung                                                                 | Gary Hardgrave   | LIB      | 26. Oktober 2004 – 30. Januar 2007    |          |
| Minister für berufliche Ausbildung und Weiterbildung                                                              | Andrew Robb      | LIB      | 30. Januar 2007 – 3. Dezember 2007    |          |
| Ministerin für Kleinunternehmen und Tourismus                                                                     | Fran Bailey      | LIB      | 26. Oktober 2004 – 3. Dezember 2007   |          |
| Minister/in für Arbeitsbeteiligung                                                                                | Peter Dutton     | LIB      | 26. Oktober 2004 – 27. Januar 2006    |          |
| Minister/in für Arbeitsbeteiligung                                                                                | Sharman Stone    | LIB      | 27. Januar 2006 – 3. Dezember 2007    |          |
| |                  |          |                                       |          |
| Assistant Minister und parlamentarische Staatssekretäre                                                           |                  |          |                                       |          |
| Assistant Minister beim Premierminister                                                                           | Gary Hardgrave   | LIB      | 26. Oktober 2004 – 30. Januar 2007    |          |
| Assistant Minister für den Öffentlichen Dienst beim Premierminister                                               | Kevin Andrews    | LIB      | 26. Oktober 2004 – 30. Januar 2007    |          |
| Assistant Minister für den Öffentlichen Dienst beim Premierminister                                               | Joe Hockey       | LIB      | 30. Januar 2007 – 3. Dezember 2007    |          |
| Assistant Minister für Ureinwohner beim Premierminister                                                           | Amanda Vanstone  | LIB      | 26. Oktober 2004 – 27. Januar 2006    |          |
| Assistant Minister für die Stellung der Frauen beim Premierminister                                               | Kay Patterson    | LIB      | 26. Oktober 2004 – 27. Januar 2006    |          |
| Assistant Minister für die Stellung der Frauen beim Premierminister                                               | Julie Bishop     | LIB      | 27. Januar 2006 – 3. Dezember 2007    |          |
| Assistant Minister im Verteidigungsministerium                                                                    | De-Anne Kelly    | NPA      | 26. Oktober 2004 – 27. Januar 2006    |          |
| Assistant Minister im Verteidigungsministerium                                                                    | Bruce Billson    | LIB      | 27. Januar 2006 – 3. Dezember 2007    |          |
| Assistant Minister für Gesundheit und Senioren                                                                    | Christopher Pyne | LIB      | 30. Januar 2007 – 21. März 2007       |          |
| Assistant Minister für Umwelt und Wasserressourcen                                                                | John Cobb        | NPA      | 30. Januar 2007 – 3. Dezember 2007    |          |
| Assistant Minister für Einwanderung und Staatsbürgerschaft                                                        | Teresa Gambaro   | LIB      | 21. März 2007 – 3. Dezember 2007      |          |
| Assistant Minister im Ministerium für Arbeitsbeteiligung                                                          | Joe Hockey       | LIB      | 10. August 2006 – 30. Januar 2007     |          |
| Parlamentarischer Staatssekretär beim Premierminister                                                             | Gary Nairn       | LIB      | 26. Oktober 2004 – 27. Januar 2006    |          |
| Parlamentarischer Staatssekretär beim Premierminister                                                             | Malcolm Turnbull | LIB      | 27. Januar 2006 – 30. Januar 2007     |          |
| Parlamentarischer Staatssekretär beim Premierminister                                                             | Tony Smith       | LIB      | 30. Januar 2007 – 3. Dezember 2007    |          |
| Parlamentarische/r Staatssekretärin im Ministerium für Verkehr und Regionen                                       | John Cobb        | NPA      | 26. Oktober 2004 – 6. Juli 2005       |          |
| Parlamentarische/r Staatssekretärin im Ministerium für Verkehr und Regionen                                       | De-Anne Kelly    | NPA      | 29. September 2006 – 3. Dezember 2007 |          |
| Parlamentarischer Staatssekretär im Schatzministerium                                                             | Chris Pearce     | LIB      | 26. Oktober 2004 – 3. Dezember 2007   |          |
| Parlamentarischer Staatssekretär im Ministerium für Äußeres und Handel                                            | Bruce Billson    | LIB      | 26. Oktober 2004 – 6. Juli 2005       |          |
| Parlamentarische/r Staatssekretär/in im Handelsministerium                                                        | Sandy Macdonald  | NPA      | 6. Juli 2005 – 27. Januar 2006        |          |
| Parlamentarische/r Staatssekretär/in im Handelsministerium                                                        | De-Anne Kelly    | NPA      | 27. Januar 2006 – 29. September 2006  |          |
| Parlamentarische/r Staatssekretär/in im Außenministerium                                                          | Bruce Billson    | LIB      | 6. Juli 2005 – 27. Januar 2006        |          |
| Parlamentarische/r Staatssekretär/in im Außenministerium                                                          | Teresa Gambaro   | LIB      | 27. Januar 2006 – 30. Januar 2007     |          |
| Parlamentarische/r Staatssekretär/in im Außenministerium                                                          | Greg Hunt        | LIB      | 30. Januar 2007 – 3. Dezember 2007    |          |
| Parlamentarische/r Staatssekretär/in im Verteidigungsministerium                                                  | Teresa Gambaro   | LIB      | 26. Oktober 2004 – 27. Januar 2006    |          |
| Parlamentarische/r Staatssekretär/in im Verteidigungsministerium                                                  | Sandy Macdonald  | NPA      | 27. Januar 2006 – 30. Januar 2007     |          |
| Parlamentarische/r Staatssekretär/in im Verteidigungsministerium                                                  | Peter Lindsay    | LIB      | 30. Januar 2007 – 3. Dezember 2007    |          |
| Parlamentarische/r Staatssekretär/in im Ministerium für Finanzen und Verwaltung                                   | Sharman Stone    | LIB      | 26. Oktober 2004 – 27. Januar 2006    |          |
| Parlamentarische/r Staatssekretär/in im Ministerium für Finanzen und Verwaltung                                   | Richard Colbeck  | LIB      | 27. Januar 2006 – 3. Dezember 2007    |          |
| Parlamentarischer Staatssekretär im Ministerium für Gesundheit und Senioren                                       | Christopher Pyne | LIB      | 26. Oktober 2004 – 30. Januar 2007    |          |
| Parlamentarischer Staatssekretär im Ministerium für Gesundheit und Senioren                                       | Brett Mason      | LIB      | 21. März 2007 – 3. Dezember 2007      |          |
| Parlamentarischer Staatssekretär im Ministerium für Umwelt und Kulturerbe                                         | Greg Hunt        | LIB      | 26. Oktober 2004 – 30. Januar 2007    |          |
| Parlamentarische/r Staatssekretär/in im Ministerium für Landwirtschaft, Fischerei und Forsten                     | Richard Colbeck  | LIB      | 26. Oktober 2004 – 27. Januar 2006    |          |
| Parlamentarische/r Staatssekretär/in im Ministerium für Landwirtschaft, Fischerei und Forsten                     | Sussan Ley       | LIB      | 27. Januar 2006 – 3. Dezember 2007    |          |
| Parlamentarischer Staatssekretär im Ministerium für Einwanderung, multikulturelle Angelegenheiten und Ureinwohner | Bruce Billson    | LIB      | 6. Juli 2005 – 27. Januar 2006        |          |
| Parlamentarischer Staatssekretär im Ministerium für Einwanderung und multikulturelle Angelegenheiten              | Andrew Robb      | LIB      | 27. Januar 2006 – 30. Januar 2007     |          |
| Parlamentarische Staatssekretärin im Ministerium für Einwanderung und Staatsangehörigkeit                         | Teresa Gambaro   | LIB      | 30. Januar 2007 – 21. März 2007       |          |
| Parlamentarischer Staatssekretär im Ministerium für Bildung, Wissenschaft und Ausbildung                          | Pat Farmer       | LIB      | 26. Oktober 2004 – 3. Dezember 2007   |          |
| Parlamentarische Staatssekretärin für Kinder und Jugend                                                           | Sussan Ley       | LIB      | 26. Oktober 2004 – 27. Januar 2006    |          |
| Parlamentarischer Staatssekretär im Ministerium für Industrie, Tourismus und Rohstoffe                            | Warren Entsch    | LIB      | 26. Oktober 2004 – 27. Januar 2006    |          |
| Parlamentarischer Staatssekretär im Ministerium für Industrie, Tourismus und Rohstoffe                            | Bob Baldwin      | LIB      | 27. Januar 2006 – 3. Dezember 2007    |          |